# Ottavio Rinuccini
Ottavio Rinuccini (* 20. Januar 1563; † 28. März 1621 in Florenz) war ein italienischer Dichter und Librettist. Zusammen mit dem Komponisten Jacopo Peri schuf er 1598 die erste Oper.

## Leben
Rinuccini war Adliger und Höfling am Hofe der Medici in Florenz. Als Dichter war er Mitglied der Accademia Fiorentina und der Accademia degli Elevati und gehörte zur Florentiner Camerata. Zusammen mit den Mitgliedern der Camerata war Rinuccini am Entstehen mehrerer Florentiner Intermedien beteiligt. Anlässlich der prachtvollen Hochzeit Ferdinando de’ Medicis mit Christine von Lothringen im Jahr 1589 entstanden sechs dieser Zwischenspiele zur Komödie La pellegrina von Girolamo Bargagli, an denen Rinuccini als Textdichter mitwirkte und an denen auch der Dichter Giovanni de’ Bardi und neben Peri die Komponisten Emilio de’ Cavalieri, Luca Marenzio und Cristofano Malvezzi beteiligt waren. In den folgenden Jahren lieferte Rinuccini den Komponisten Texte antikischer Schäferspiele in der Tradition eines Tasso zu Sujets wie dem Daphne- und dem Orpheus-Mythos, mit denen er stilprägend für das gesamte 17. und 18. Jahrhundert wurde. 
Für Jacopo Peri und andere Mitglieder der Camerata schrieb er den Text der ersten eigentlichen Oper, La Dafne (1598), favola drammatica in einem Prolog und sechs Szenen. Die Musik zu dieser Oper ist bis auf wenige Fragmente verlorengegangen, ihre Wirkung auf die Musikgeschichte ist jedoch von weitreichender Bedeutung. 1608 wurde der Text von Marco da Gagliano in seiner La Dafne erneut vertont, und auch der Text der ersten deutschen Oper, Tragicomoedia von der Dafne (1627) von Martin Opitz (Musik von Heinrich Schütz), ist eine freie Übertragung von Rinuccinis Werk. 1601-03 hielt sich Rinuccini auf Einladung der Maria von Medici in Paris auf und lernte dort die höfische Opernliteratur kennen, Il Ballo delle Ingrate von Monteverdi folgt in der Form dem französischen Vorbild einer Hof- bzw. Tanzoper.

## Werke

### Libretti
- La Dafne (UA 1598), Musik: Jacopo Peri (Teile von Jacopo Corsi, größtenteils verschollen)
- Euridice (UA 1600, Florenz), Musik: Jacopo Peri
- Euridice (Druck: 1600; UA 1602, Florenz), Musik: Giulio Caccini
- Il Ballo delle Ingrate, Hofballett (1608), Musik: Claudio Monteverdi
- L’Arianna (1608), Musik: Claudio Monteverdi (bis auf das Lamento d'Arianna verschollen)
- Dafne Deutsche Nachdichtung von Martin Opitz (UA Torgau 1627), Musik: Heinrich Schütz

### Madrigale
- Sfogava con le stelle un infermo d’amore, Monteverdi: Viertes Madrigalbuch, Nr. 4
- Lamento della ninfa, Monteverdi: Achtes Madrigalbuch, Nr. 18
- Bel pastor dal cui bel guardo, Monteverdi: Neuntes Madrigalbuch, Nr. 1
- Zefiro torna, Monteverdi: Neuntes Madrigalbuch, Nr. 2
- Texte zu Le nuove musiche (1601) von Giulio Caccini